# 3363 Bowen
3363 Bowen è un asteroide della fascia principale. Scoperto nel 1960, presenta un'orbita caratterizzata da un semiasse maggiore pari a 2,7798027 UA e da un'eccentricità di 0,0982214, inclinata di 3,32534° rispetto all'eclittica.